# Stedelijk Museum Zutphen

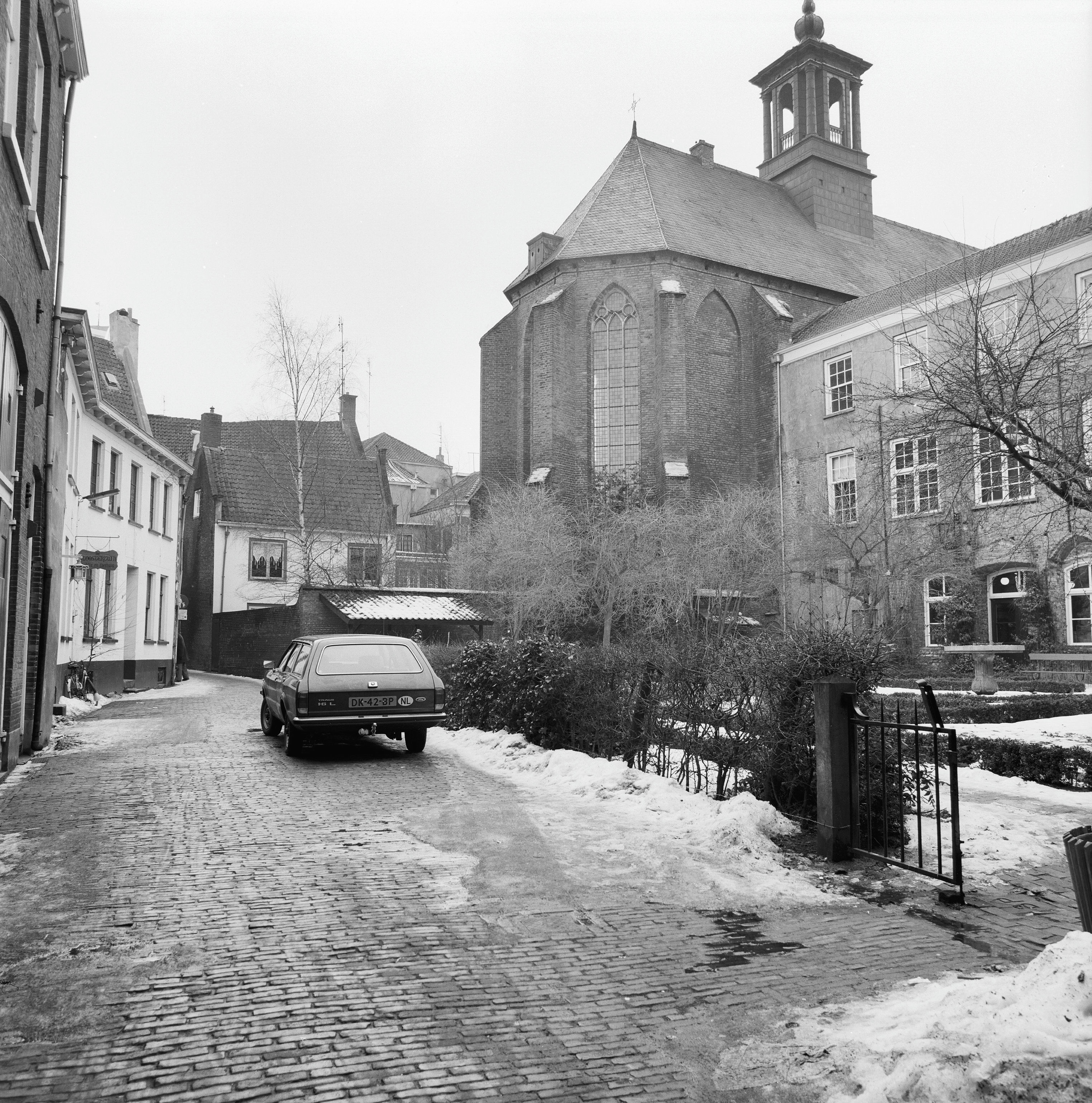
Rosmolensteeg met rechts de voormalige vestiging van het Stedelijk Museum Zutphen.

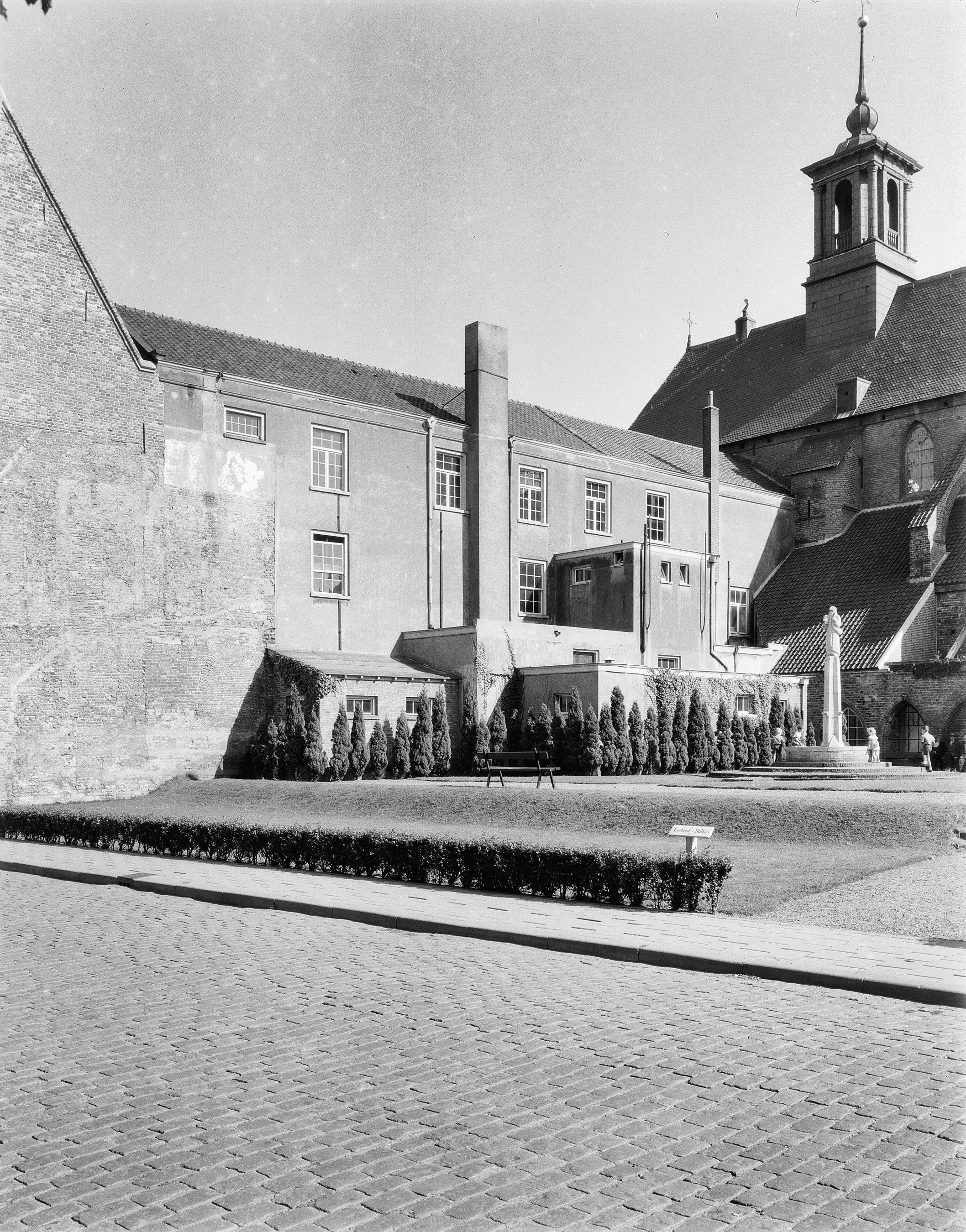
Westzijde van de zijvleugel van het Broederenklooster

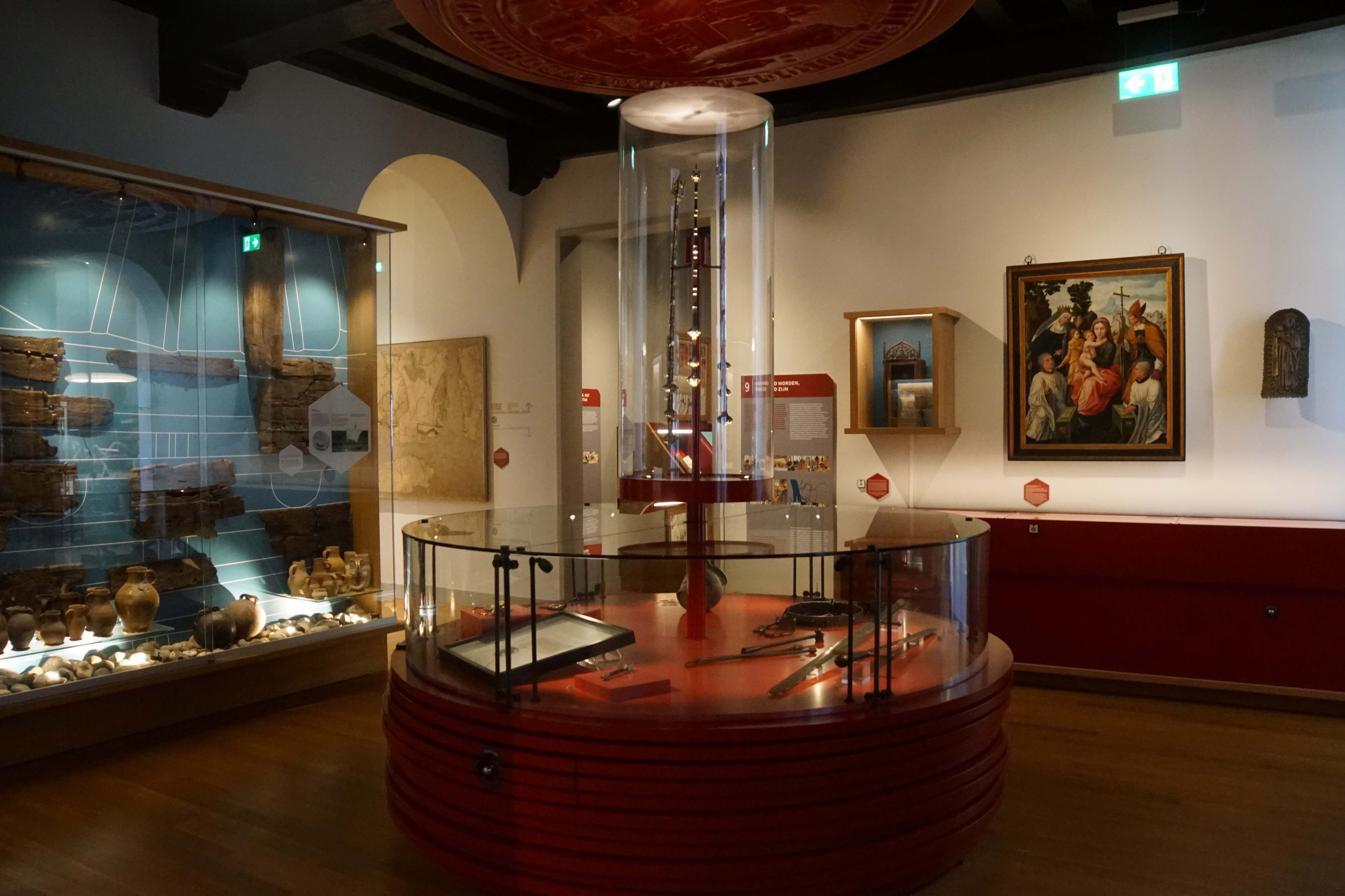
Een van de zalen.

Het Stedelijk Museum Zutphen is een cultuurhistorisch museum in Zutphen.
Bezoekers wordt 'Het Verhaal van Zutphen' chronologisch en thematisch verteld aan de hand van bijzondere objecten waarvan sommige tot de oudste van Nederland behoren, zoals het oudste glas (een halsketting uit 800 v Chr), het ‘oudste horloge’ (de Zutphense kwadrant uit 1300), het ‘oudste stripverhaal’ (de Maan- en klaagbrief uit 1493) en de oudste foto uit 1839. Ook onder meer de Vikingaanval in 882 op Zutphen (getoond in een spectaculaire crime scene), de Hanzetijd en de Tachtigjarige Oorlog komen aan bod.
Naast de vaste collectie toont het Stedelijk Museum Zutphen meerdere wisseltentoonstellingen per jaar.
Via de Schelpenpoort uit 1697, bekleed met 10.000 schelpen, gesmolten glas en gesinterd steen komen bezoekers in de museumtuin. Rechts is orangerie met de entree van de Musea Zutphen, de museumwinkel en het auditorium, links het museumcafé.

## Ontstaansgeschiedenis
Het museum is in 1903 ontstaan als 'Oudheidkamer van de Gelderse stad Zutphen en de Graafschap'. Deze kwam voort uit de Oudheidkamer die door de Zutphense gemeentesecretaris baron L.A.F.J. van Heeckeren in 1877 was opgericht als onderdeel van het stedelijk archief. In 1903 bestond de collectie uit ongeveer 500 voorwerpen, in 2012 omvatte ze 30 duizend voorwerpen en een half miljoen afbeeldingen. De collectie bestaat uit schilderijen en prenten, kerkelijke kunst, archeologische en historische voorwerpen, kunstnijverheid, textiel en speelgoed. Bijzonder in de collectie is het Zutphens zilver. Het museum organiseerde regelmatig tentoonstellingen uit het oeuvre van de Zutphense illustrator Jo Spier.
Tot 1945 was het museum gevestigd in het Wijnhuis op de markt. Daags na de Bevrijding, op 9 april 1945 ging het museum in vlammen op, omdat een Canadese vlammenwerper trachtte Duitse sluipschutters in de Wijnhuistoren onschadelijk te maken. Het grootste deel van de collectie ging verloren.
Al in 1945 werden plannen gemaakt om een nieuw museum te vestigen in het eveneens zwaar beschadigde Broederenklooster. Een herbouwd pandhof met nieuwe gebouwvleugels zou het voormalige klooster completeren. Het pandhof zelf, met een oorlogsmonument ‘Gideon’, en een archiefgebouw aan de Rosmolensteeg werden gerealiseerd. De oude kloostergebouwen werden gerestaureerd.
Van 1954 tot 2017 was het museum gevestigd in het dormitorium (slaapzaal) en het refectorium (eetzaal) van het broederenklooster uit de 13e eeuw. De Broederenkerk maakte onderdeel uit van dit voormalige Dominicanenklooster. In deze kerk is sinds 1983 de openbare bibliotheek van Zutphen gevestigd. Tot 2014 bleven de plannen bestaan om het museum uit te breiden met nieuwbouw rond de pandhof.
In mei 2017 verhuisden de Musea Zutphen (Stedelijk Museum Zutphen en Museum Henriette Polak) tezamen met de archeologische dienst van de gemeente Zutphen naar het rijksmonument Hof van Heeckeren. Dit stadspaleis is gelegen aan het 's Gravenhof in het historische hart van Zutphen. De opening vond plaats op 13 mei 2017.

## Inbraak
Op 20 maart 2013 werden er bij een inbraak negen zilveren voorwerpen gestolen: vier zogenaamde schuttersketens uit de 15e, 16e en 17e eeuw, twee avondmaalsbekers, een mosterdpot, een herinneringsbeker en een pronkbeker. Ook zou er een zilveren tafelstuk zijn meegenomen. Eind 2017 werden alle stukken - uitgezonderd het zilveren tafelstuk - door de Amsterdamse politie teruggevonden en weer in handen van het museum gesteld.